# Тэнасе, Константин
Константин Тэнасе (рум. Constantin Tănase; 5 июля 1880 года — 29 августа 1945 года) — румынский актёр театра, драматург, ключевая фигура театра ревю Румынии.

## Биография
Родился в рабочей семьи в Васлуе, Румыния. Впервые увидел театральное представление в саду Pârjoala, где играли актёры народного театра Захария Бурьенеску и И. Д Ионеску. Под этим впечатлением Тэнасе с друзьями создал любительскую театральную труппу. Они ставили сцены из популярных спектаклей: Meşterul Manole, Căpitanul Valter Mărăcineanu и Constantin Brâncoveanu, — а в качестве театра им служил амбар.
Первый профессиональный опыт в качестве актёра Тэнасе получил в театре на идише Мордехая Сегалеску: во время выступления в Васлуе труппе не хватало актёра, и молодой Тэнасэ вышел на сцену. В 1896 году он закончил гимназию. Несмотря на желание стать актёром, родителей отправили его в военное училище в Яссы, но вскоре он был из него исключён за плохое поведение. Он направился в Брэила, где он недолго обучался в школе Николая Бэлеску, но из-за недостатка средств был отчислен.
В Брэила он встретил учитель и писатель Иона Адама, который предположил 18-летнему Тэнасе занять его преподавательскую должность в Курешки, Рахова, поскольку сам Адам уездал на учёбу в Бельгию. Новый учитель с работой справлялся, но не поладил с директором и другими учителями. При поддержке Адама он получил работу в Харшовени, Поенести, где также преподавал поэту Александру Влахуцэ. Тэнасе имел собственный подход к преподаванию, уделяя основное внимание музыке и гимнастике, что стало привлекать в школу новых учеников. Он также привлекал к процессу обучения родителей, организуя походы, во время которых преподавал историю и географию. Большинство его полюбило, но некоторым местным юристам его методы не нравились и они добились увольнения Тэнасе.
Лишённый работы, Тэнасе уехал в Бухарест. 14 октября 1899 года он записался в 1-й инженерный полк. После службы в армии работал в театре. В 1917 году женился на Вирджинии Никулеску.
В Бухаресте в 1919 году Тэнасе основал театральную труппу Cărăbuş. Театр работал 20 лет, за которые создал в Румынии традиции юмористического кабаре и ревю, сохранившиеся до настоящего времени. В Cărăbuş начинались карьеры многих исполнителей, в частности, Марии Тэнасе и Хории Шербэнеску. Cărăbuş часто гастролировал по Румынии и по крайней мере один раз выезжал в Турцию. Сам Тэнасэ выступал в Париже.
Согласно по крайней мере одному источнику, он также основал три школы для детей и церковь.

### Смерть
Согласно официальному заключению, Тэнасе умер от осложнений тонзиллита 29 августа 1945 года в Бухаресте. По неофициальной версии он был убит за сатиру на советских солдат.
Похоронен на кладбище Беллу в Бухаресте.

## Фильмография
- Peripiţiile călătoriei lui Rigadin de la Paris la Bucureşti (1924, немой)
- Visul lui Tănase (1932)
- Răbdare Tănase! (1943)

## Наследие
Один из домов культуры Васлуя назван в честь Константина Тэнасе. Личный архив и многие из принадлежавших Тэнасе предметов находятся в Васлуйском районном музее, а с 1970 года в Васлуе проводится театральный фестиваль под руководством Валентина Силвестру. Как минимум с 1980 года на него приезжают юмористы со всей Румынии. В настоящее время в рамках фестиваля проводится международный конкурс карикатуры.